# Sterling Hayden
Sterling Hayden (n. Sterling Relyea Walter la 26 martie 1916, Montclair, New Jersey - d. 23 mai 1986, Sausalito, California) a fost un actor american și scenarist.

## Biografie
S-a născut în Montclair Upper, New Jersey, Statele Unite ale Americii.
A fost căsătorit cu Madeline Carroll, de care, mai târziu, a divorțat.
Cariera de actor a lui Hayden a început în 1941, atunci când a apărut în filmul "Virginia."
Mai târziu, Hayden a început să scrie scenarii. În 1972, a jucat rolul căpitanului NYPD McCluske în filmul Nașul.
A murit la vârsta de 70 de ani, în Sausalito, California, Statele Unite ale Americii.

## Filmografie

### Filme artistice
| An   | Film                          | Rol                            | Note                                                                 |
| ---- | ----------------------------- | ------------------------------ | -------------------------------------------------------------------- |
| 1941 | Virginia                      | Norman Williams                | —                                                                    |
| 1942 | Bahama Passage                | Adrian Ainsworth               | —                                                                    |
| 1947 | Blaze of Noon                 | Tad McDonald                   | —                                                                    |
| 1949 | El Paso                       | Bert Donner                    | —                                                                    |
| 1949 | Manhandled                    | Joe Cooper                     | —                                                                    |
| 1950 | The Asphalt Jungle            | Dix Handley                    | —                                                                    |
| 1951 | Journey Into Light            | Reverend John Burrows          | alternate title: Skid Road                                           |
| 1952 | The Star                      | Jim Johannson/Barry Lester     | —                                                                    |
| 1952 | Flaming Feather               | Tex McCloud                    | —                                                                    |
| 1952 | Denver and Rio Grande         | McCabe                         | promoted as Denver & Rio Grande in the United States                 |
| 1952 | Hellgate                      | Gilman Hanley                  | —                                                                    |
| 1952 | The Golden Hawk               | Kit Gerardo/The Hawk           | —                                                                    |
| 1952 | Flat Top                      | Commander Dan Collier          | United Kingdom title: Eagles of the Fleet                            |
| 1953 | Fighter Attack                | Steve                          | —                                                                    |
| 1953 | So Big                        | Pervis DeJong                  | —                                                                    |
| 1953 | Take Me to Town               | Will Hall                      | —                                                                    |
| 1953 | Kansas Pacific                | Captain John Nelson            | —                                                                    |
| 1954 | Crime Wave                    | Det. Lt. Sims                  | also called The City is Dark                                         |
| 1954 | Prince Valiant                | Sir Gawain                     | —                                                                    |
| 1954 | Arrow In the Dust             | Bart Lash                      | —                                                                    |
| 1954 | Johnny Guitar                 | Johnny "Guitar" Logan          | title role                                                           |
| 1954 | Naked Alibi                   | Chief Joe Conroy               | —                                                                    |
| 1954 | Suddenly                      | Sheriff Tod Shaw               | —                                                                    |
| 1955 | Battle Taxi                   | Capt. Russ Edwards             | United States title: Operation Air Rescue                            |
| 1955 | Timberjack                    | Tim Chipman                    | —                                                                    |
| 1955 | Shotgun                       | Clay Hardin                    | —                                                                    |
| 1955 | The Eternal Sea               | Rear-Adm. John Madison Hoskins | —                                                                    |
| 1955 | Top Gun                       | Rick Martin                    | —                                                                    |
| 1955 | The Last Command              | Jim Bowie                      | United States title: San Antonio de Bexar                            |
| 1956 | The Come On                   | Dave Arnold                    | —                                                                    |
| 1956 | The Killing                   | Johnny Clay                    | —                                                                    |
| 1957 | Crime of Passion              | Police Lt. Bill Doyle          | —                                                                    |
| 1957 | 5 Steps to Danger             | John Emmett                    | —                                                                    |
| 1957 | Gun Battle at Monterey        | Jay Turner/John York           | —                                                                    |
| 1957 | Valerie                       | John Garth                     | —                                                                    |
| 1957 | Zero Hour!                    | Captain Martin Treleaven       | —                                                                    |
| 1957 | The Iron Sheriff              | Sheriff Samuel 'Sam' Galt      | —                                                                    |
| 1958 | Ten Days to Tulara            | Scotty                         | —                                                                    |
| 1958 | Terror in a Texas Town        | George Hansen                  | —                                                                    |
| 1964 | A Carol for Another Christmas | Daniel Grudge                  | —                                                                    |
| 1964 | Dr. Strangelove               | Brigadier General Jack Ripper  | —                                                                    |
| 1969 | Hard Contract                 | Michael Carlson                | —                                                                    |
| 1969 | Ternos Cacadores              | Allan                          | —                                                                    |
| 1970 | Loving                        | Lepridon                       | —                                                                    |
| 1971 | Le Saut de l'ange             | Mason/Custer                   | —                                                                    |
| 1972 | The Godfather                 | Captain McCluskey              | —                                                                    |
| 1972 | Le Grand départ               | M. Nature/The Leader           | —                                                                    |
| 1973 | The Long Goodbye              | Roger Wade/Billy Joe Smith     | —                                                                    |
| 1973 | The Final Programme           | Maj. Wrongway Lindbergh        | —                                                                    |
| 1974 | Deadly Strangers              | Malcolm Robarts                | —                                                                    |
| 1975 | Is It Any Wonder?             |                                | —                                                                    |
| 1975 | Cipolla Colt                  | "Henry 'Jack' Pullitzer"       | Alternate titles: Cry, Onion!, Spaghetti Western, The Smell of Onion |
| 1976 | 1900                          | Leo Dalcò                      | —                                                                    |
| 1978 | King of the Gypsies           | King Zharko Stepanowicz        | —                                                                    |
| 1979 | Winter Kills                  | Z.K. Dawson                    | —                                                                    |
| 1980 | The Outsider                  | Seamus Flaherty                | —                                                                    |
| 1980 | Nine to Five                  | Russell Tinsworthy             | Alternate title: 9 to 5                                              |
| 1981 | Gas                           | Duke Stuyvesant                | —                                                                    |
| 1981 | Venom                         | Howard Anderson                | —                                                                    |

### TV
| An   | Serial                                | Episod                          | Rol                      |
| ---- | ------------------------------------- | ------------------------------- | ------------------------ |
| 1954 | Schlitz Playhouse of Stars            | "Delay at Fort Bess"            |                          |
| 1956 | Celebrity Playhouse                   | "Girl at Large"                 |                          |
| 1957 | Zane Grey Theater                     | "The Necessary Breed"           | Link Stevens             |
| 1957 | Wagon Train                           | "The Les Rand Story"            | Les Rand                 |
| 1957 | General Electric Theater              | "The Iron Horse"                | Joe Turner               |
| 1957 | Playhouse 90                          | "A Sound of Different Drummers" | Gordon Miller            |
| 1958 | Schlitz Playhouse of Stars            | "East of the Moon"              |                          |
| 1958 | Goodyear Theatre                      | "Points Beyond"                 | Lieutenant Charley Ewell |
| 1958 | Playhouse 90                          | "The Last Man"                  | Mitch Barrett            |
| 1958 | Playhouse 90                          | "The Long March"                | Col. Rocky Templeton     |
| 1958 | Playhouse 90                          | "Old Man"                       | J.J. Taylor              |
| 1960 | The DuPont Show of the Month          | "Ethan Frome                    | Ethan Frome              |
| 1964 | Carol for Another Christmas           |                                 | —                        |
| 1973 | The Starlost                          | "Voyage of Discovery"           | Old Jeremiah             |
| 1974 | Banacek                               | "Fly Me – If You Can Find Me"   | Tony Fowler              |
| 1977 | The Godfather: A Novel for Television | No.1.1 – 1.4                    | Capt. McCluskey          |
| 1982 | The Blue and the Gray                 | John Brown                      | —                        |